# Fekete fantomlazac
A fekete fantomlazac (Hyphessobrycon megalopterus) a sugarasúszójú halak (Actinopterygii) osztályának pontylazacalakúak (Characiformes) rendjébe, ezen belül a pontylazacfélék (Characidae) családjába tartozó faj.

## Előfordulása
Bolívia és Brazília területén, a Guaporé és a Felső-Paraguay vízgyűjtő medencéjében honos. Nyugodt, sekély vizek lakója.

## Megjelenése
Testhossza 3,6-4,5 centiméter. Törzse szürkés színű, oldalán fekete folttal, melyet csillogó perem vesz körül. A viszonylag nagy, ívelt uszonyok színe a hímeknél fekete, a nősténynél a hátuszony fekete, a többi vöröses színű. Ívási időszakban a színek élénkebbé változnak.

## Életmódja
Mindenevő akváriumhal. A fekete fantomlazac élénk viselkedésű rajhal, kedveli a sok növénnyel beültetett akváriumot. A hímek mintegy versengve, egymásnak gyakran mutogatják kiterjesztett uszonyaikat és az akvárium alján kis méretű saját területeket alakítanak ki.
Az akvárium legalább 60 literes legyen, a víz hőfoka pedig 24–25 °C. Az akvárium és a halcsoport nagyságának arányánál figyelembe kell venni, a saját területek szükségét. Tanácsos több nőstényt, mint hímet telepíteni. Gyakran telepítik a vörös fantomlazaccal egy akváriumba, ahol mutatós színkavalkádot alkotnak.

## Szaporítása
Szaporítás csak jó állapotú halak esetében sikerül. Lehetőség szerint élő tápot kell adni a szaporodáshoz szükséges jó kondíció eléréséhez. A peterakás elősegítéséhez a víz pH értékét vigyük le 5,5-6-ra. A nőstény kb. 300 petét rak le. Ez a halfajta megeszi a saját petéket és kicsinyeket, ezért az ívás után a felnőtteket elkülönítik.